# Конституция Вануату
Конституция Вануату (англ. Constitution of Vanuatu) — основной закон Республики Вануату. Конституция была принята в 1979 году и вступила в силу после обретения государством независимости 30 июля 1980 года.

## Основные положения
Конституция устанавливает, что Вануату является «суверенным демократическим государством», суверенитет которого принадлежит «народу Вануату, который он осуществляет через своих избранных представителей». Конституция перечисляет некоторые «основные права и свободы личности», устанавливает принципы гражданского права, а также закрепляет основные политические, судебные и культурные институты страны, к которым относятся президент, однопалатный парламент, Национальный совет вождей, премьер-министр (избирается непосредственно парламентом), Верховный суд и апелляционный суд. Бислама, английский и французский языки объявлены «официальными языками» страны, с английским и французским в качестве «основных языков образования».
Избирательное право гарантируется как «всеобщее, равное и тайное» и распространяется на всех граждан в возрасте 18 лет и старше. Члены Национального совета вождей должны быть «избраны своими сверстниками». Необычной особенностью Конституции является то, что президент избирается коллегией выборщиков, составленной из членов парламента и председателей советов местного самоуправления.
Исполнительная власть находится в руках премьер-министра и Кабинета министров. Обязанности президента носят в основном церемониальный характер; например, назначение и увольнение министров является официальной обязанностью премьер-министра.
Конституция также предусматривает право собственности на землю, включая запрет на владение землёй кем бы то ни было, кроме «коренных граждан».
Конституционные поправки предусмотрены парламентским законодательством. Поправки могут быть приняты не менее чем двумя третями всех членов парламента на заседании, на котором присутствуют не менее трёх четвертей членов парламента. Некоторые поправки также должны быть одобрены на референдуме, прежде чем они вступят в силу.
В преамбуле Конституции говорится о приверженности «традиционным Меланезийским ценностям, вере в Бога и христианским принципам».